# لورنتسو گیبرتی
لورنتسو گیبرتی (به ایتالیایی: Lorenzo Ghiberti) پیکره ساز، معمار، و نویسنده ایتالیایی و از هنرمندان مکتب رنسانس به شمار می‌آید.
اگرچه بسیار تمایل داشت که وی رادر زمره هنرمندان انسان گرا به حساب بیاورند اما در دست یابی به درک عمیقی از اصول کلاسیکی در مقایسه با هنرمندانی چون برونلسکی، دوناتلو و مازاتچو توفیقی نداشت.

## زندگی‌نامه
گیبرتی در پلاگو (Pelago) فلورانس به دنیا آمد و زیر نظر پدرش «بارتولوچیو» که زرگر و هنرمند توانایی بود به آموختن حرفه زرگری پرداخت. پس از آن برای کار به کارگاه بارتولوچیو دی میکله جایی که فیلیپو برونلسکی نیز در آن آموزش میدید پیوست و به نقاشی روی آورد. در زمان شیوع طاعون در فلورانس به سال ۱۴۰۰ گیبرتی ناچار به مهاجرت به ریمینی (Rimini) شد و در آنجا برای تکمیل نقاشی دیوار قلعه کارلو مالاتستا (Carlo I Malatesta) از وی کمک گرفته شد. گیبرتی برای اولین بار در رقابتی که از سوی اتحادیه صنفی بازرگانان پشم فلورانس برای طراحی درهای برنزی تعمیدگاه کلیسای جامع فلورانس  برگزار گردیده بود به شهرت رسید. دراین مسابقه فیلیپو برونلسکی اصلی‌ترین رقیب گیبرتی محسوب می‌شد.

## طراحی درهای کلیسای جامع فلورانس
در سال۱۴۰۲ در مسابقه‌ای که برای ساختن یک جفت درب برنزی تعمیدگاه فلورانس ترتیب داده شده بود برنده شد. طرح اولیه برای درها به تصویر کشیدن صحنه‌هایی از عهد عتیق، و نیز روایت قربانی اسحاق بود. با این وجود بعدها، این طرح با به تصویر کشیدن صحنه‌هایی از عهد جدید تغییر یافت. برای انجام این مهم، کارگاه بزرگی برپا نموده و از هنرمندان آموزش دیده‌ای چون دوناتلو، اوتچلو که شاگردانش بودند کمک گرفت. هنگامی که او اولین مجموعه را به اتمام رسانید برای ساخت مجموعه دوم درها در راهروی دیگری از کلیسا به خدمت گرفته شد. و این بار کار را با صحنه‌هایی از عهد عتیق که در اصل برای سری اول درها در نظر گرفته شده بود به انجام رسانید.
گیبرتی برای اجرای برجسته کاری روی دو در مفرغی کلیسای فلورانس صحنه‌های انجیلی برجسته کاری شده با مفرغ زر اندود را با اسلوب سه بعدی نمایی (مرایا)، با استفاده از ابتکار نقاشان در ژرفانمایی و تعبیهً منظره‌ای طبیعی در انتهای صحنه می‌آراید؛ ضمن آنکه تمام اثر را با واقعیت می‌آمیزد.

## دروازه‌های بهشت
اهالی فلورانس معتقدنداگر دری از دروازه‌های بهشت به روی زمین گشوده شده باشد، آن همان دری است که برای تعمیدگاه کلیسای جامع شهرشان توسط لورنتسو گیبرتی طراحی شده‌است. دروازه‌ای که آوازه‌اش کمتر از گنبد شاهکار
سانتا ماریا دل فیوره نیست. این در هشت تُنی برنزی و طلاکاری شده‌با ارتفاعی ۵ متری یکی از مجموع سه دروازه تعمیدگاه هشت ضلعی فلورانس است که کار طراحی درب دو دروازه شرقی و شمالی آن بر عهده گیبرتی بوده و دروازه جنوبی را آندره آ پیزانو طراحی کرده‌است و شامل ۱۰ نقش برجسته طلایی است که درون قاب‌های جداگانه‌ای روی این دروازه کار گذاشته شده‌اند. نقش‌هایی که هر کدام در بر گیرنده روایت یکی از داستان‌های مشهور کتاب مقدس است.
لورنتسو گیبرتی، نقشی از خود را نیز روی در نفیس دست سازش نصب کرده‌است. و در واقع دروازه‌های بهشت نامی است که میکل آنژ پس از تحسین بر روی آن نهاده است.

## سبک
سبک کاری گیبرتی که تأثیر آندره آ پیزانو بر نمونه اولیه کارهایش به خوبی مشخص است حاکی از بهره گیری استادانه وی از سبک گوتیک بین‌المللی، نقش برجسته‌های کلاسیک باستان و نیز آثار نقاشان سیه نایی می‌باشد. در بعضی نقش برجسته‌های بعدی موفقیت قابل ملاحظه‌ای در سامازماندهی فضایی عناصر داشت. کارگاه بزرگ وی کانون آموزش نسل موفقی از هنرمندان فلورانس چون دوناتلو و اوتچلو بود و دانش و سلیقه او در نوشته‌هایش در باب هنر انعکاس یافته‌اند.
گیبرتی در توصیف پیکره‌های کلاسیک و باستانی یونان و روم گفته است:
کمال این گونه آثار به پایه‌ای است که تنها با دیدگان قادر به درک واقعی آن نمی‌شویم، مگر آنکه دستهایمان را نیز بر سطوح و خمیدگیهای آن مرمرینه‌ها بساییم.
در واقع این نظر او تاییدی بر مفهوم «پیکر تراشی هنری زاده احساس بساوایی است» می‌باشد.

## آثار
از دیگر آثار وی می‌توان به موارد زیر اشاره نمود
1. سه مجسمه مفرغی از یحیی معمدان، متی قدیس، و استفانوس قدیس برای اُرسان میکله (فلورانس)
2. دو نقش برجسته در حوضچه تعمید شهر سیه نا
3. نقش برجسته سلیمان و ملکه سبا (درهای دوم تعمیدگاه فلورانس)

## نگارخانه

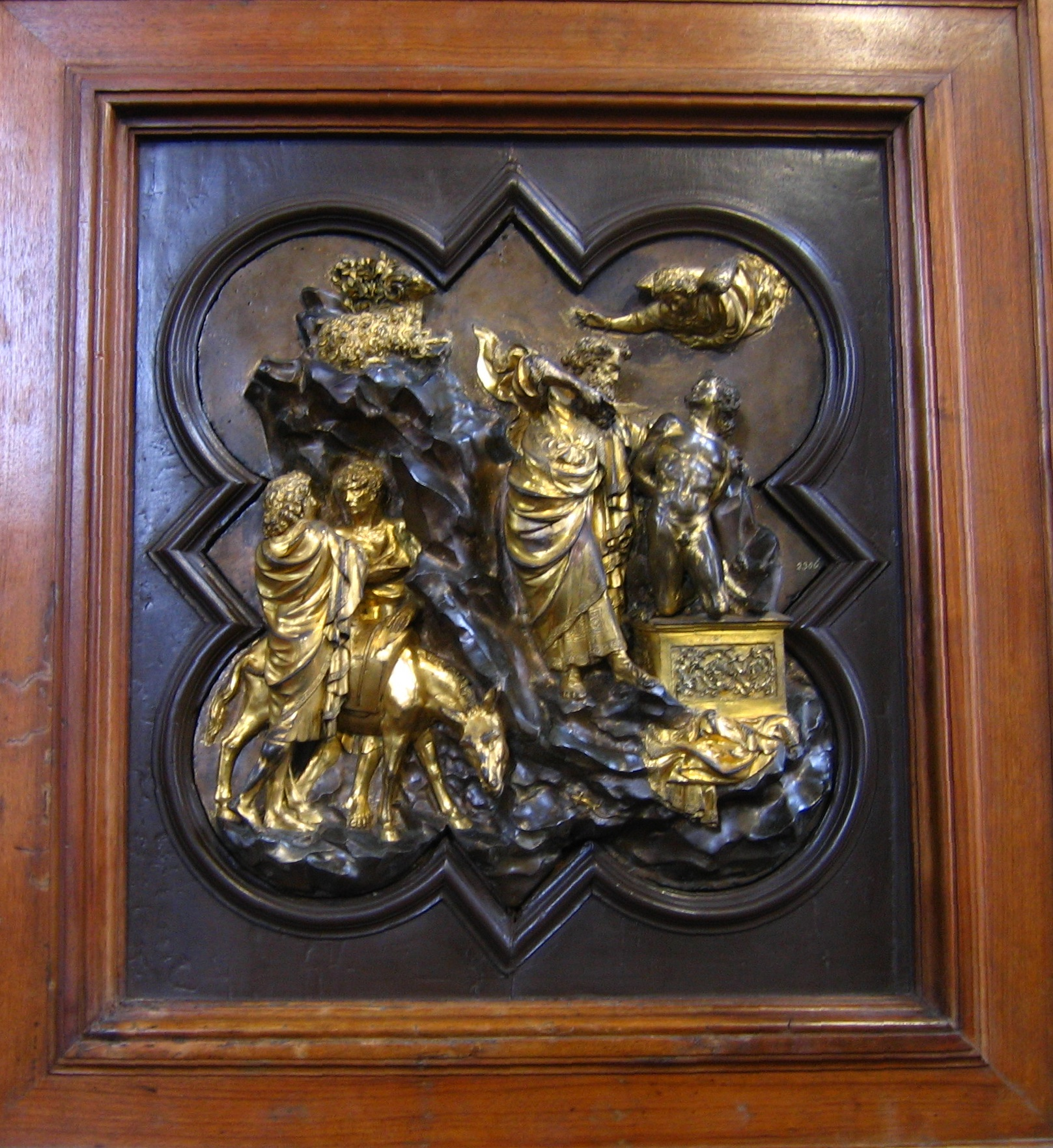
قربانی کردن اسحاق (گیبرتی با طراحی این قطعه برنده رقابت طراحی در تعمیدگاه شد)
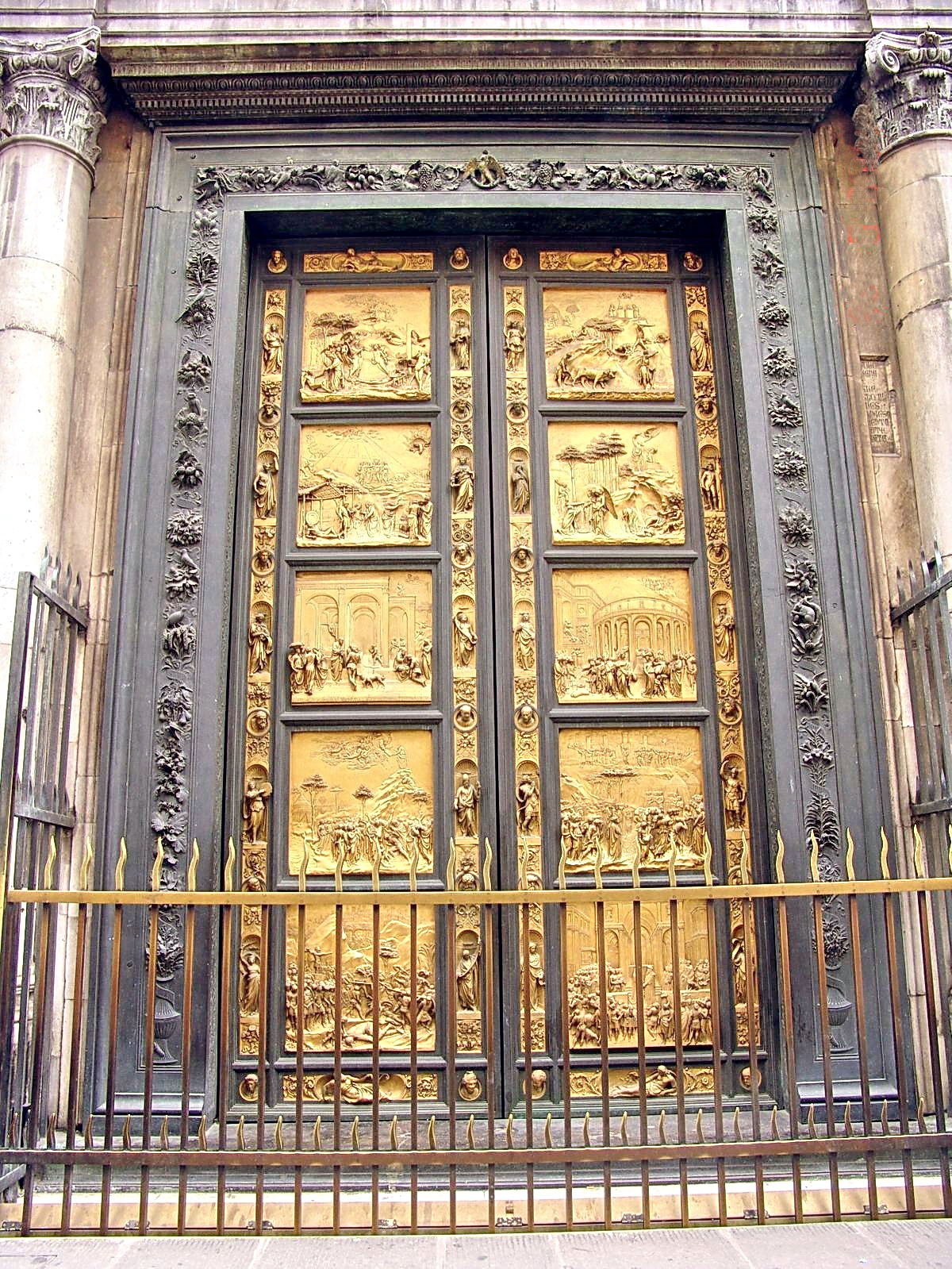
دروازه بهشت
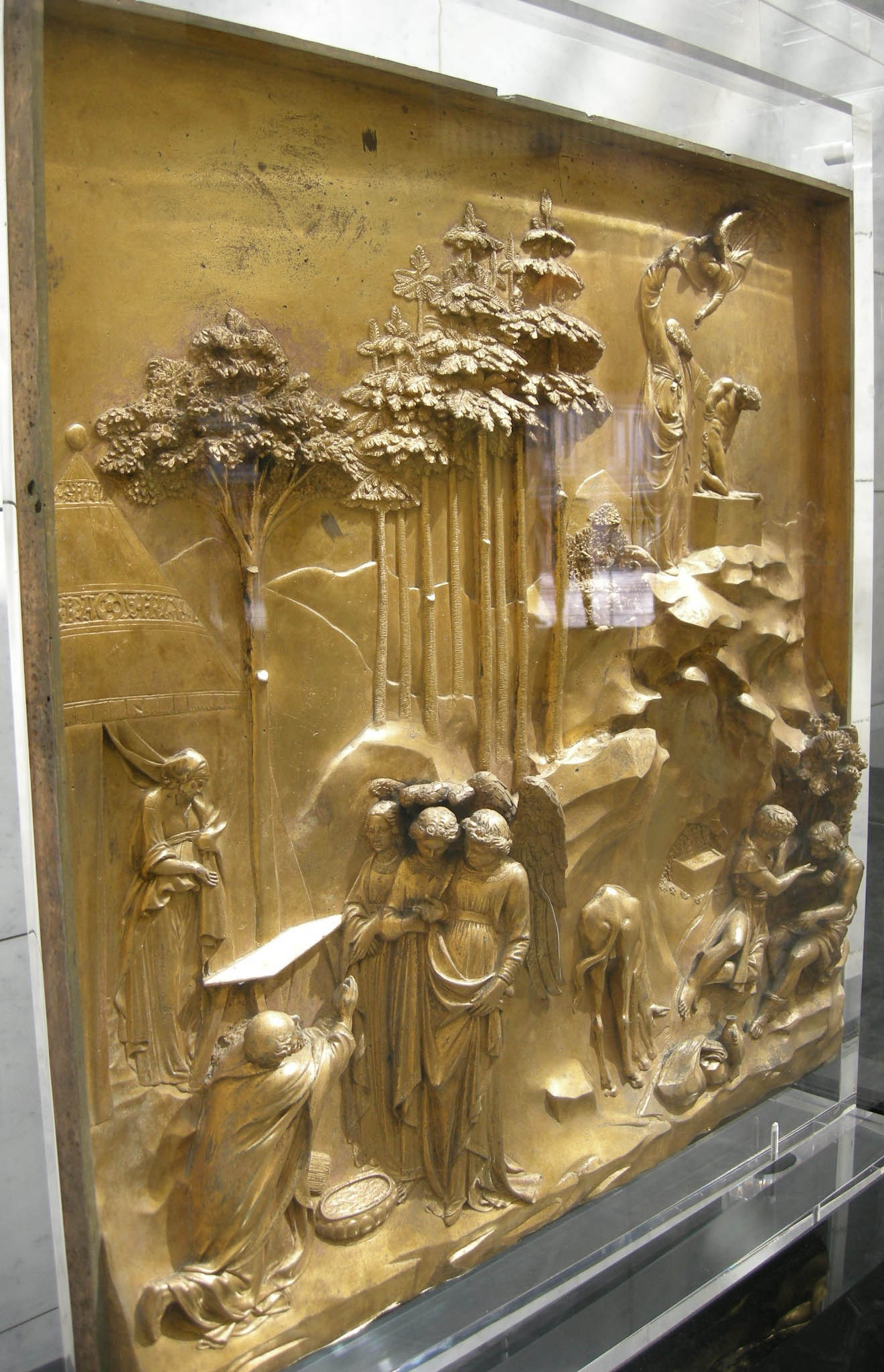
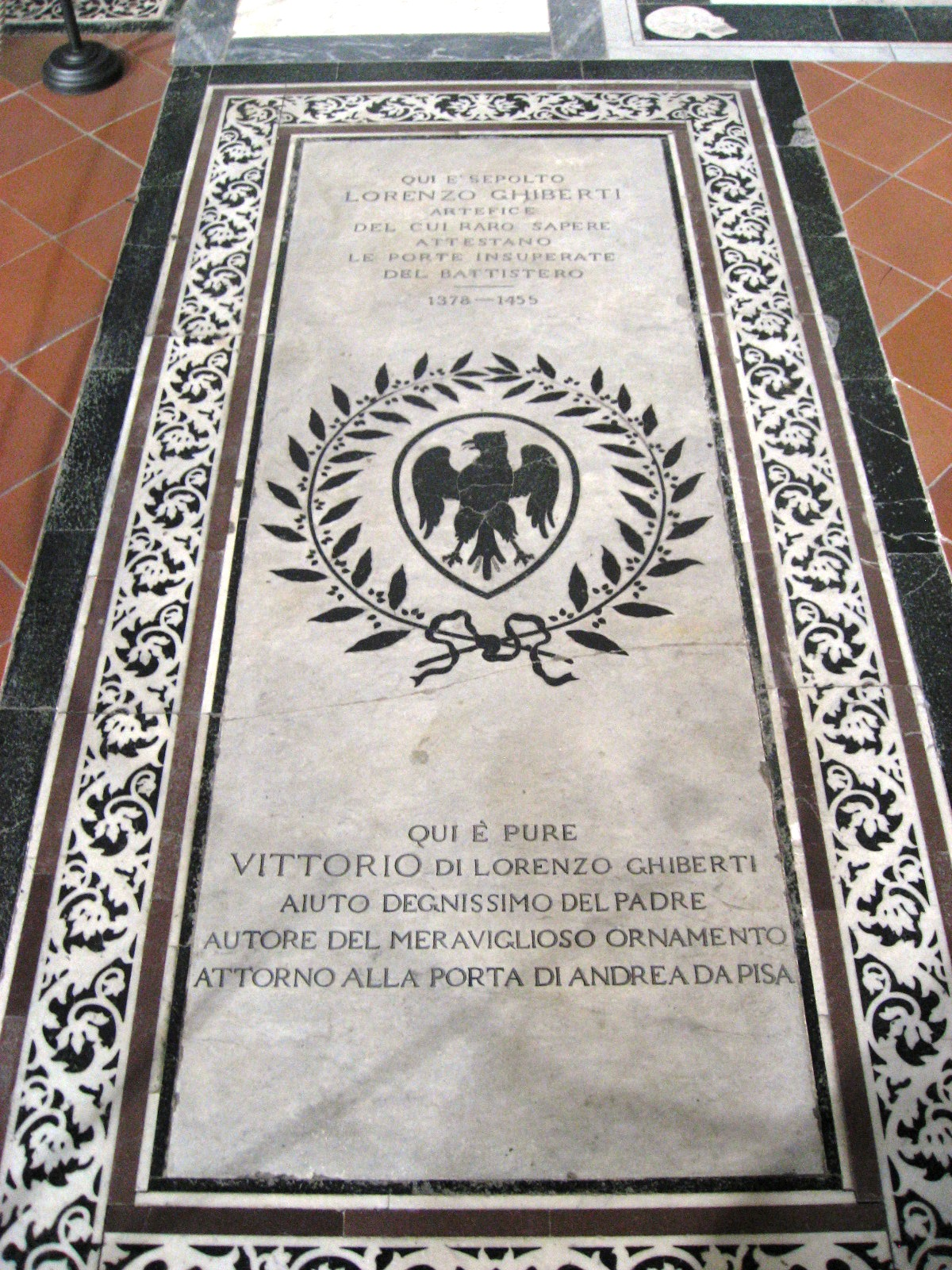
مقبره گیبرتی در کلیسای سانتا کروچه فلورانس